# Умершие в мае 2017 года
Это список известных людей, соответствующих установленным критериям значимости (см. Википедия:Критерии значимости персоналий), умерших в мае 2017 года.
Причина смерти указывается лишь в исключительных случаях (убийство, самоубийство, гибель в результате военных действий, смертная казнь, ДТП или несчастные случаи). В остальных случаях — не указывается.

## 31 мая
- Белоглавек, Йиржи (71) — чешский дирижёр, главный дирижёр Симфонического оркестра Би-би-си (2006—2012), главный дирижёр Чешского филармонического оркестра (с 2012 года)[1].
- Инсана, Тино (69) — американский актёр и сценарист[2].
- Каммероу, Фред (102) — американский биохимик[3].
- Конекэмп, Фред Джей (94) — американский оператор, лауреат премии «Оскар» (1975)[4].
- Любомир (Гузар) (84) — кардинал римско-католической церкви, верховный архиепископ Киево-Галицкий, предстоятель Украинской грекокатолической церкви (2001—2011)[5].
- Мохаммед, Азиз (92) — иракский политический деятель, лидер Иракской коммунистической партии (1964—1993)[6].
- Никс, Берн (69) — американский гитарист[7].
- Раджкумар, Парватамма (77) — индийский кинопродюсер[8].
- Сонди, Иштван (91) — венгерский пятиборец и наездник, чемпион Олимпийских игр в Хельсинки (1952) и чемпион мира (о смерти объявлено в этот день)[9].
- Уэбб, Грэм (73) — британский велогонщик, победитель чемпионата мира по шоссейным велогонкам в Херлене (1967)[10].
- Юричкова, Вера (78) — словацкий книжный редактор и литературный переводчик с немецкого языка[11].

## 30 мая
- Белозор, Александр Иванович (53) — украинский художник; гипергликемическая кома .
- Бёртон, Уэнделл (69) — американский актёр; опухоль мозга[12][13].
- Вердуго, Елена (91) — американская актриса кино и телевидения[14].
- Воскобойников, Евгений Николаевич (65) — российский живописец, заслуженный художник России (2004)[15].
- Демирель, Кадир (56) — турецкий журналист, главный редактор газеты Yeni Akit; убит[16].
- Ляховский, Фёдор Петрович (81) — советский гребец-байдарочник[источник не указан 2987 дней].
- Моррис, Роберт Майкл (77) — американский актёр[17].
- Нарьяна Рао, Дасари (75) — индийский режиссёр, сценарист и актёр[18].
- Питерс, Молли (75) — британская актриса, девушка Джеймса Бонда («Шаровая молния»)[19].
- Ханнинг, Райнхольд (95) — охранник концентрационного лагеря Аушвиц-Биркенау в Освенциме[20].

## 29 мая
- Ахерн, Майкл (76) — американский астрофизик, главный исследователь космического проекта «Дип Импэкт» («Глубокое воздействие»)[21].
- Вискочил, Камил (92) — словацкий фотожурналист[22].
- Корнилов, Николай Александрович (86) — советский и российский полярный исследователь, Герой Социалистического Труда (1970)[23].
- Мицотакис, Константинос (98) — греческий государственный деятель, премьер-министр Греции (1990—1993)[24].
- Норьега, Мануэль (83) — панамский военный и государственный деятель, Высший лидер национального освобождения Панамы (1983—1989)[25].
- Смоляков, Виктор Петрович (69) — советский и украинский баскетболист, игрок команды «Будивельник» (Киев) и сборной Украины[26].
- Татаи, Стефано (79) — итальянский шахматист; международный мастер (1966)[27].
- Хайрутдинов, Авзал Насретдинович (93) — советский и российский виолончелист и музыкальный педагог, заслуженный деятель искусств РСФСР, почётный профессор Казанской государственной консерватории имени Н. Г. Жиганова, ветеран Великой Отечественной войны[28].
- Ципори, Мордехай (92) — израильский государственный деятель, министр связи Израиля (1981—1984)[29].

## 28 мая
- Абу Суфьян ас-Сулями (32) — международный террорист бахрейнского происхождения, идеолог террористической организации «Исламское государство»; убит в результате антитеррористической операции[30].
- Бондаревская, Евгения Васильевна (86) — советский и российский педагог, академик РАО (2001)[31].
- Бродли, Эрик (88) — британский инженер и предприниматель, создатель фирмы Lola Cars[32].
- Василев, Йордан (81) — болгарский писатель, главный редактор журнала «Демократия», депутат Народного собрания Болгарии 7-го и 36-го созывов[33].
- Дефорд, Фрэнк (78) — американский писатель[34].
- Дробышевский, Леонид Петрович (93) — советский педагог, директор Усть-Кишертской средней школы Кишертского района Пермской области (1948—1984), Герой Социалистического Труда (1978)[35].
- Елизаров, Вадим Альбертович (66) — советский и украинский танцор, основатель и художественный руководитель Севастопольского театра танца, народный артист Украины[36].
- Лесовой, Михаил Павлович (82) — советский и украинский фитопатолог, иностранный член РАН (2014; член-корреспондент ВАСХНИЛ с 1988)[37].
- Минутко, Игорь Александрович (85) — русский писатель, сценарист и переводчик[38].
- Старченко, Юрий Борисович (69) — советский и украинский театральный режиссёр, режиссёр-постановщик Харьковского академического театра музыкальной комедии, заслуженный деятель искусств Украины[39].
- Татаринов, Николай Матвеевич (89) — советский спортсмен (современное пятиборье), заслуженный мастер спорта СССР (1957), трёхкратный чемпион мира (1957—1959), серебряный призёр летних Олимпийских игр в Риме (1960)[40].
- Хойнацка, Элизабет (78) — польско-французская клавесинистка[41] Архивная копия от 2 июля 2017 на Wayback Machine.

## 27 мая
- Бирилло (Артюшкевич), Валентина Григорьевна (90) — советская и российская театральная актриса и певица, солистка Ивановского музыкального театра, заслуженная артистка РСФСР (1967)[42].
- Буванова, Александра Александровна (93) — советский акушер-гинеколог, главный врач родильной больницы № 1 города Чимкента (ныне — Шымкент) (1956—1997), Герой Социалистического Труда (1969)[43].
- Мацука, Геннадий Харлампиевич (86) — советский и украинский биохимик, доктор биологических наук, профессор, академик Национальной академии наук Украины (1994; академик АН УССР с 1985)[44].
- Оллман, Грегг (69) — американский рок-певец (The Allman Brothers Band)[45].
- Таран, Юрий Андрианович (86) — советский писатель-юморист[46].
- Худайбергенов, Абдулла Маткаримович (81) — советский и узбекский врач и государственный деятель, министр здравоохранения Узбекской ССР (1981—1986), председатель Ассоциации врачей Узбекистана[47].

## 26 мая
- Баннинг, Джим (86) — американский государственный деятель, сенатор США от штата Кентукки (1999—2011)[48].
- Барриусо, Тино (69) — испанский писатель; инфаркт[49].
- Берторелли, Тони (69) — итальянский актёр[50].
- Бжезинский, Збигнев (89) — американский политолог, социолог и государственный деятель, советник президента США по национальной безопасности (1977—1981)[51].
- Бьяджотти, Лаура (73) — итальянский дизайнер высокой моды[52].
- Каткова, Зоя (90) — советская и украинская телеведущая и телевизионный редактор[53].
- Мартиросян, Гюлаб Арамович (92 или 93) — советский и российский учёный, писатель и журналист армянского происхождения, участник Великой Отечественной войны[54].
- Стадтрукер, Иван (82) — чехословацкий писатель, кино- и телесценарист[55].

## 25 мая
- Гиацинтов, Кирилл Эрастович (87) — американский благотворитель, председатель Русского дворянского собрания США, сын Эраста Гиацинтова, двоюродный племянник актрисы Софьи Гиацинтовой[56].
- Джонсон, Денис (67) — американский писатель[57].
- Касландзия, Владимир Арушанович (79) — советский и абхазский филолог, доктор филологических наук, профессор[58].
- Лебуайе, Фредерик (98) — французский гинеколог, акушер, публицист, пионер «мягких родов», основоположник метода, названного его именем («метод Лебуайе»)[59].
- Маккарти, Грейс (89) — канадский политический деятель, лидер партии социального кредита Британской Колумбии (1993—1994)[60].
- Откович, Василий Петрович (66) — советский и украинский искусствовед, заслуженный деятель искусств Украины (2006)[61].
- Реутов, Валерий Павлович (77) — российский правовед, заведующий кафедрой теории и истории государства и права Пермского университета, доктор юридических наук, профессор, заслуженный юрист Российской Федерации[62].
- Танрыяр, Али (103) — турецкий государственный и спортивный деятель, министр внутренних дел Турции (1983—1984)[63].
- Ташбулатов, Ахтям Нариманович (66) — советский и российский художник[64].
- Хорн, Алистер (91) — британский историк[65].
- Шурховецкая, Варвара Ивановна (103) — советская театральная актриса, участница Великой Отечественной войны в составе фронтовых актёрских бригад, старейшая актриса России[66].

## 24 мая
- Биньями, Джованни Фабрицио (73) — итальянский астрофизик, президент Итальянского космического агентства (2007—2008), президент Национального института астрофизики (2011—2015), иностранный член РАН (2016)[67].
- Бурдонский, Александр Васильевич (75) — советский и российский театральный режиссёр, народный артист Российской Федерации (1996), сын Василия Сталина и внук Иосифа Сталина[68].
- Гарустович, Геннадий Николаевич (59) — советский и российский археолог[69].
- Дементьев, Анатолий Александрович (74) — советский и российский балетмейстер, главный балетмейстер Краснодарского театра балета, заслуженный артист РСФСР (1978)[70].
- Ку, Джулиана[англ.][значимость?] (111) — китайско-американский дипломат[71].
- Лукиан (Владулов) (84) — епископ Сербской православной церкви, епископ Осечко-Польский и Бараньский (с 1991 года)[72].
- Мартин, Джаред (75) — американский актёр[73].
- Портес, Хиль (71) — филиппинский кинорежиссёр, участник конкурсной программы Московского международного кинофестиваля (1999)[74].
- Станович, Драган (Бата Камени) (76) — югославский и сербский кинокаскадёр и киноактёр[75].
- Фельдман, Исай Абрамович (81) — советский и украинский ресторатор и автор книг по кулинарии[76].

## 23 мая
- Афонин, Вениамин Георгиевич (85) — советский партийный деятель, первый секретарь Куйбышевского обкома КПСС (1988—1990)[77].
- Ван Нее, Рене (78) — нидерландский кинорежиссёр, киносценарист и писатель[78].
- Галкина, Елена Петровна (70) — российская актриса, монтажёр, режиссёр, сценарист и художник-постановщик[79].
- Гебендингер, Эрнст (91) — швейцарский гимнаст, серебряный призёр летних Олимпийских игр в Хельсинки (1952)[80].
- Генар, Дениз (83) — французская легкоатлетка, серебряный призёр чемпионата Европы по лёгкой атлетике в Белграде (1962) в соревнованиях по современному пятиборью[81].
- Де Паула, Ириу (78) — бразильский гитарист и композитор[82].
- Дидрихс, Геннадий Константинович (69) — советский баскетболист («Спартак» Николаев) и тренер[83].
- Домникова, Галина Васильевна (65) — советская и российская театральная актриса, артистка Тюменского театра драмы (с 1990)[84].
- Йосано, Каору (78) — японский государственный деятель, министр финансов (2009), министр экономики и налоговой политики Японии (2005—2006, 2008—2009 и 2011)[85].
- Кондратьев, Роальд Борисович (87) — советский и российский учёный в области агроэкологии и технологии возделывания зерновых культур, академик РАН (2013; академик ВАСХНИЛ с 1988)[86].
- Константин (Петров) (76) — епископ Болгарской православной церкви, епископ Маркианопольский, викарий Софийской епархии[87].
- Коренюк, Алексей Евсеевич (92) — советский и российский передовик промышленного производства, аппаратчик Южноуральского никелевого комбината, участник Великой Отечественной войны, Герой Социалистического Труда (1971)[88].
- Лавбин, Юрий Дмитриевич (78) — российский уфолог, исследователь Тунгусского метеорита[89].
- Муллажонов, Файзулла Максуджонович (67) — узбекский государственный и политический деятель, экономист, председатель Центрального банка Республики Узбекистан (1991—2017)[90].
- Мур, Роджер (89) — британский актёр кино, продюсер; рак[91].
- Раменский, Владимир Александрович (89) — советский и российский художник и общественный деятель, ветеран ВОВ[92].
- Светов, Борис Сергеевич (87) — советский и российский геофизик, специалист в области электромагнитных методов разведочной геофизики, лауреат премии РАН имени Гамбурцева (1995)[93].
- Сметник, Вера Петровна (78) — советский и российский гинеколог-эндокринолог, доктор медицинских наук, профессор, главный научный сотрудник Центра акушерства, гинекологии и перинатологии им. В. И. Кулакова, заслуженный деятель науки Российской Федерации[94].
- Стельмашевский, Гжегож (54) — польский киноактёр[95].
- Фарина, Стефано (54) — итальянский футбольный арбитр[96].
- Шавкин, Максим (29) — российский кинорежиссёр; утонул[97].

## 22 мая
- Водецкий, Збигнев (67) — польский певец, композитор, музыкант и актёр[98].
- Гендлер, Абрам (Аркадий) Хунович (95) — автор-исполнитель песен на идише, фольклорист, педагог[99].
- Злыденный, Иван Дмитриевич (98) — полковник Советской Армии, участник Великой Отечественной войны, Герой Советского Союза (1944)[100].
- Купрейчик, Виктор Давыдович (67) — советский и белорусский шахматист, гроссмейстер (1980)[101].
- Меррилл, Дина (93) — американская актриса и светская львица[102].
- Дьяков, Юрий Таричанович (84) — советский и российский учёный-миколог, заведующий кафедрой микологии и альгологии МГУ (1990—2011), заслуженный профессор, доктор биологических наук[103].
- Нагенрауфт, Леонхард (79) — западногерманский саночник, серебряный призёр чемпионата мира по санному спорту в Вальдаоре (1971)[104].
- Ошкуков, Владимир Николаевич (79) — советский и российский певец (баритон), солист Омского государственного музыкального театра (1974—2010), заслуженный артист Российской Федерации (2001)[105].
- Перетурин, Владимир Иванович (78) — советский и российский спортивный телекомментатор, футболист, мастер спорта СССР .
- Роки Мэлоун, Селена — австралийская ЛГБТКИ-активистка.
- Сушко, Юрий Михайлович (63) — советский и украинский писатель и журналист, биограф Владимира Высоцкого[106].
- Фульоне, Оскар (78) — аргентинский футболист и тренер, двукратный победитель африканской Лиги чемпионов[107].
- Хэйден, Ники (35) — американский мотогонщик, чемпион мира в классе MotoGP (2006); последствия ДТП[108].
- Шайн, Айзик Абрамович (86) — советский и российский онколог, профессор, заслуженный врач Российской Федерации (1997)[109].
- Шальнов, Юрий Михайлович (79) — двукратный чемпион мира по хоккею с мячом, заслуженный мастер спорта СССР (1969)[110].
- Шёльд, Ларс-Эрик (65) — шведский борец греко-римского стиля, бронзовый призёр летних Олимпийских игр в Москве (1980)[111].

## 21 мая
- Гаджиев, Сайгид Курбанович (69) — советский и российский спортсмен и тренер по вольной борьбе; Мастер спорта СССР, Заслуженный тренер России[112].
- Кумар, Рави (27) — индийский альпинист; погиб во время восхождения на Эверест.
- Йервуд, Роланд (?) — американский врач и альпинист; погиб во время восхождения на Эверест[113].
- Кишик-Коэн, Шуламит (100) — израильская военная разведчица[114].
- Лафаве, Джимми (61) — американский автор-исполнитель[115].
- Максименко, Ольга Леонидовна (60) — советская и российская оперная певица (сопрано), солистка Воронежского театра оперы и балета (с 1987)[116].
- Маркетти, Франческо Энрико (?) — австралийский альпинист итальянского происхождения; погиб во время восхождения на Эверест[117].
- Тазетдинов, Рафик Закариевич (56) — советский и российский балалаечник, профессор, народный артист Республики Татарстан (1994)[118].
- Уайт, Билл (77) — канадский хоккеист («Чикаго Блэкхокс», «Лос-Анджелес Кингз»), участник Суперсерии-1972[119].
- Фролов, Виктор Павлович (84) — советский моряк-подводник, командир атомной подводной лодки К-279, контр-адмирал в отставке[120].
- Холов, Курбон (75) — советский и таджикский артист балета, киноактёр и балетмейстер, заслуженный артист Таджикской ССР (1974)[121].
- Штрба, Владо (48) — словацкий альпинист; погиб во время восхождения на Эверест[122].

## 20 мая
- Бледных, Василий Васильевич (77) — советский и российский учёный в области сельскохозяйственного машиностроения, академик РАН (2013), заслуженный деятель науки и техники РФ (1993), почётный работник высшей школы РФ (1998)[123].
- Блох, Хана (77) — американская поэтесса[124].
- Буве, Альбер (87) — французский велогонщик, двукратный серебряный призёр чемпионатов мира в Рокуре (1957) и в Амстердаме (1959)[125].
- Волков, Александр Александрович (65) — российский государственный деятель, председатель Государственного Совета (1995—2000) и президент (2000—2014) Удмуртии[126].
- Гауряну, Виктор (49) — румынский фехтовальщик, двукратный бронзовый призёр чемпионатов мира в Афинах (1994) и в Ниме (2001)[127].
- Дегелен, Эмиль (90) — бельгийский кинорежиссёр, лауреат Берлинского кинофестиваля (1961)[128].
- Кошта, Ладислав (88) — словацкий государственный деятель, министр юстиции Словацкой Республики в 90-е годы[129].
- Михаил (Микицей) (82) — епископ Украинской грекокатолической церкви, епископ епархии Покрова Пресвятой Богородицы в Буэнос-Айресе (1999—2010)[130].
- Спунауэр, Лиза (44) — американская комедийная киноактриса («Клерки», «Бармен»)[131].
- Столярова, Ирина Владимировна (84) — советский и российский филолог, исследователь творчества Николая Лескова, профессор[132].
- Фальк, Пауль (95) — западногерманский фигурист, чемпион Олимпийских игр (1952), мира (1951, 1952) и Европы (1951, 1952) в парном катании[133] Архивная копия от 31 августа 2017 на Wayback Machine.
- Шаховская, Наталия Николаевна (81) — советская и российская виолончелистка, педагог, народная артистка СССР (1991)[134].

## 19 мая
- Баклер, Рич (68) — американский иллюстратор[135].
- Бесфамильнов, Владимир Владимирович (85) — советский и украинский баянист, лауреат международных конкурсов, педагог, профессор (1990) кафедры народных инструментов Национальной музыкальной академии Украины, народный артист Украинской ССР (1988)[136].
- Бистронь, Давид (34) — чешский футболист, чемпион Чехии (2003/04, 2010/11), чемпион Болгарии (2009); самоубийство[137].
- Бойл, Роберт (88) — американский писатель и журналист; рак[138].
- Головченко, Владимир Иванович (55) — украинский историк, политолог, международник[139].
- Горбунов, Владимир Тихонович (97) — советский и российский художник, участник Великой Отечественной войны[140].
- Каррашсалан, Мариу (80) — восточнотиморский политик, индонезийский государственный деятель и дипломат, Губернатор Восточного Тимора (1983—1992)[141].
- Кид Винил (62) — бразильский певец и композитор[142].
- Грин, Стэнли (68) — американский фотожурналист[143].
- Кудинов, Валентин Иванович (85) — советский и российский учёный и организатор нефтегазовой сферы, профессор, лауреат Государственной премии Российской Федерации (1999)[144].
- Мардер, Наум Семёнович (61) — российский государственный деятель, заместитель, первый заместитель министра связи и массовых коммуникаций Российской Федерации (2008—2012)[145].
- Петров, Станислав Евграфович (77) — советский офицер, который 26 сентября 1983 года предотвратил потенциальную ядерную войну, лауреат Дрезденской премии[146].
- Санчес, Давид (25) — мексиканский боксёр, чемпион мира во втором наилегчайшем весе (2014—2015); ДТП[147].
- Таганцев, Владимир Анатольевич (71) — советский и российский военный конструктор, главный конструктор радара истребителя Су-35С[148].
- Ян Иянь (91) — китайский писатель[149].

## 18 мая
- Крис Корнелл (52) — Американский гитарист, композитор и вокалист, Фронтмен группы Soundgarden; Audioslave и Temple of the Dog; самоубийство
- Галустов, Валерий Завенович (78) — советский футболист («Заря» Луганск), заслуженный тренер УССР, мастер спорта СССР[150].
- Дударенко, Владимир Иванович (71) — советский футболист и тренер, нападающий ЦСКА, чемпион СССР (1970)[151].
- Мадхав Даве, Анил (60) — индийский государственный деятель, министр окружающей среды и лесного хозяйства Индии (с 2016 года)[152].
- Красненков, Нариман (53)[значимость?] — российский музыкант, гитарист и солист уфимской рок-группы Boogie Band[153].
- Лагу, Рима (58) — индийская киноактриса; сердечный приступ[154].
- Рахматова, Адвия (73) — азербайджанский композитор и педагог[155].
- Наглик, Мирослав (63) — словацкий футболист («Спартак» Трнава)[156].
- Олеск, Олев (96) — эстонский политический деятель, последний министр иностранных дел Эстонии в изгнании (1990—1992)[157].
- Уре, Альберто (77) — аргентинский актёр и режиссёр театра и кино[158].
- Фаворский, Виктор Вячеславович (93) — советский военный деятель, учёный в области ракетостроения, генерал-лейтенант Советской армии. Герой Социалистического Труда (1982), лауреат Государственной премии СССР[159].
- Фреско, Жак (101) — американский производственный инженер, промышленный дизайнер и футуролог, директор и основатель организации «Проект Венера»[160].
- Фрэнки Пол (51) — ямайский певец[161].
- Фукова, Божена (82) — чешская диссидентка и политик, депутат Народного собрания Чехословакии (до 1968, 1990)[162].
- Чернобров, Вадим Александрович (51) — российский уфолог, основатель и координатор проекта «Космопоиск»[163].
- Эйлс, Роджер (77) — американский телевизионный продюсер, председатель и генеральный директор Fox News Channel (1996—2016)[164].

## 17 мая
- Веселинович, Тодор (86) — югославский футболист, серебряный призёр летних Олимпийских игр в Мельбурне (1956), тренер[165].
- Горальник, Лейб (89) — главный раввин Умани, участник Второй мировой войны (похороны состоялись в этот день)[166].
- Горбатко, Виктор Васильевич (82) — советский космонавт, лётчик-космонавт СССР (1969), дважды Герой Советского Союза (1969, 1977), генерал-майор авиации[167].
- Грюцке, Йоханнес (79) — немецкий художник[168].
- Каземзаде, Фируз (93) — американский историк, профессор Йельского университета, специалист в области истории Азербайджана и Закавказья[169].
- Кордоба, Рауль (93) — мексиканский футболист, участник чемпионата мира (1950)[170].
- Корнелл, Крис (52) — американский композитор и вокалист; самоубийство[171].
- Морган, Родри (77) — британский валлийский политический деятель, первый министр Уэльса (2000—2009)[172].
- Олайя, Моджи (42) — нигерийская актриса[173].
- Святек, Жан (95) — французский футболист польского происхождения[174].
- Тихомиров, Александр Евгеньевич (61) — советский и российский художник, народный художник Российской Федерации (2006), член-корреспондент РАХ (2010)[175].

## 16 мая
- Алимджанова, Хулькар Хамидовна (?) — советский и узбекский филолог, дочь поэтов Хамида Алимджана и Зульфии[176].
- Бакеркин, Михаил Евгеньевич (88) — советский эстрадный певец, артист ансамбля «Дружба» (1959—1963, 1969—1986), участник Великой Отечественной войны[177].
- Барышев, Константин Александрович (94) — советский конструктор стрелкового оружия [источник не указан 3001 день].
- Боссон, Бернар (69) — французский государственный деятель, министр транспорта, туризма и общественных работ Франции (1993—1995)[178].
- Зай, Андрей Михайлович (57) — советский и украинский актёр театра и кино, артист Одесского украинского музыкально-драматического театра им. В. Василько (с 2006 года) (о смерти объявлено в этот день)[179].
- Касабона, Алан (66) — французский писатель[180].
- Кругляк, Алексей Григорьевич (41) — украинский фехтовальщик, участник Олимпийских игр 2000 года в Сиднее[181].
- Кукумяги, Арво (58) — советский и эстонский актёр театра и кино[182].
- Мёллер, Гуннар (88) — немецкий актёр[183].
- Ояла, Оути (70) — финский политический деятель, депутат Европейского парламента (1996—1999), президент Северного совета (2002)[184].
- Петрик, Борислав (65) — словацкий спортивный журналист и историк спорта[185].
- Петрухина, Феона Ефимовна (89) — советский агроном-овощевод, бригадир совхоза «Пригородный» Всеволожского района, Ленинградской области, Герой Социалистического Труда (1966)[186].

## 15 мая
- Апель, Карл-Отто (95) — немецкий философ, участник Второй мировой войны в составе вермахта[187].
- Брэйди, Иэн (78) — британский серийный маньяк («болотный убийца»)[188].
- Видов, Олег Борисович (73) — советский и американский актёр и режиссёр, заслуженный артист РСФСР (1974); рак[189].
- Гивехчи, Насер (84) — иранский борец вольного стиля, серебряный призёр летних Олимпийских игр в Хельсинки (1952)[190].
- Жиренчин, Казбек Абусагитович (68) — советский и казахстанский правовед, профессор, директор Института государства и права Университета КАЗГЮУ (с 2015 года)[191].
- Зикеев, Игорь Николаевич (91) — участник Великой Отечественной войны, полный кавалер ордена Славы[192].
- Карденас, Хавьер Вальдес (50) — мексиканский журналист. Основатель газеты «Ríodoce»[193].
- Либбрехт, Ульрих (88) — бельгийский философ[194].
- Лоуренс, Аллан (73) — австралийский стайер, бронзовый призёр летних Олимпийских игр в Мельбурне (1956)[195].
- Мутин, Валерий Васильевич (77) — советский и российский поэт[196].
- Ненаживин, Валерий Геннадьевич (76) — советский и российский скульптор, заслуженный художник Российской Федерации (2004)[197].
- Ознобихин, Юрий Валерианович (81) — советский и российский геолог, заслуженный геолог РСФСР[198].
- Сол, Дэвид (77) — бермудский государственный деятель, премьер-министр Бермудских островов (1995—1997)[199].
- Толбузина, Зоя Николаевна (94) — советская и российская киноактриса, заслуженная артистка России[200].
- Чжу Гэлян (70) — тайваньский актёр[201].
- Эберт, Валентин Евгеньевич (36) — белорусский хоккеист и тренер, защитник (2010—2013, 2014—2015) и начальник команды — старший тренер (с 2015 года) «Химик-СКА», двукратный чемпион Белоруссии[202].
- Эренберг, Фелипе (73) — мексиканский художник[203].

## 14 мая
- Атвал, Дилба Сингх (89) — индийский генетик, внёсший вклад в селекцию пшеницы и риса[204].
- Борзов, Анатолий Алексеевич (88) — советский и российский хореограф, профессор, заслуженный артист РСФСР[205].
- Брайан, Фрэнк (94) — американский баскетболист («Форт-Уэйн Пистонс»)[206].
- Бут, Пауэрс (68) — американский киноактёр[207].
- Голоухов, Валерий Георгиевич (73) — мастер спорта СССР, заслуженный тренер РСФСР по хоккею с шайбой, мастер спорта СССР[208].
- Грей, Брэд (59) — американский кинопродюсер, глава компании Paramount Pictures (2005—2017); рак[209].
- Грицяк, Евгений Степанович (90) — советский и украинский фотограф-портретист, руководитель восстания в Норильском лагере 1953 года[210].
- Гусейнов, Абдул Анбиевич (91) — советский и азербайджанский востоковед, писатель[211].
- Дарвиш, Абдалла Нимар (69) — израильский политический деятель, основатель (1971) и один из лидеров «Мусульманского движения»[212].
- Дефоссе, Ален (60) — французский писатель[213].
- Дэвис, Чак (80) — американский хореограф, основатель Афроамериканского ансамбля танца США; рак[214].
- Карташёва, Ирина Павловна (94) — советская и российская актриса театра и кино, выступавшая на сцене Театра имени Моссовета, народная артистка РСФСР (1985)[215].
- Макклунг, Том (59—60) — американский джазовый пианист и композитор[216].
- Митчелл, Кит — американский музыкант (Mazzy Star)[217].
- Рябухин, Валентин Михайлович (90) — советский и российский артист балета и балетмейстер, заслуженный работник культуры Республики Карелия[218].
- Скрипников, Артур Никифорович (89) — советский и российский художник-монументалист, главный художник города Сочи (1960-е — 1970-е годы), почётный член РАХ, заслуженный художник Российской Федерации (2000)[219].
- Тонев, Стоян (63) — болгарский врач-дерматовенеролог, начальник Военно-медицинской академии Болгарии (2002—2013), генерал[220].
- Фриц, Джин (101) — американская детская писательница[221].
- Янке, Херман (61) — испанский журналист и писатель[222].

## 13 мая
- Бонтемпс, Рон (90) — американский баскетболист, чемпион летних Олимпийских игр в Хельсинки (1952)[223].
- Даучик, Янко (76) — испанский футболист, нападающий клуба «Реал Мадрид» (1962—1964), сын Фердинанда Даучика[224].
- Кагоун, Иржи (75) — чешский детский писатель[225].
- Коваль, Антонина Ивановна (78) — советский и российский лингвист, африканист, специалист по языку пулар-фульфульде и культуре фульбе[226].
- Копли, Джимми (63) — американский музыкант[227].
- Прадаль, Манюэль (53) — французский режиссёр[228].
- Сиган, Джон (63) — американский актёр кино, телевидения и озвучивания[229].

## 12 мая
- Викар, Ласло (87) — венгерский музыковед, фольклорист, историк музыки и педагог[230].
- Вирста, Темистокль (94) — французский художник украинского происхождения[231].
- Гранов, Анатолий Михайлович (85) — советский и российский хирург, директор Российского научного центра радиологии и хирургических технологий (с 1993 года), академик РАН (2013; академик РАМН с 2002), почётный гражданин Санкт-Петербурга (2011)[232].
- Дауди, Билл (84) — американский музыкант[233].
- Задорожный, Александр Викторович (56) — украинский юрист и политический деятель, профессор, депутат Верховной рады Украины (1998—2006)[234].
- Захави, Амоц (89) — израильский эволюционный биолог, заслуженный профессор зоологического отделения Тель-Авивского университета, один из основателей Израильского общества охраны природы[235].
- Кандидо, Антонио (98) — бразильский писатель, социолог и литературный критик, лауреат премии Жабути (1965)[236].
- Клэйтон, Мелисса (44) — американская актриса и каскадёр[237].
- Койвисто, Мауно (93) — финский государственный деятель, президент Финляндии (1982—1994)[238].
- Кольмероэ, Ален (76) — французский кибернетик, создатель языка программирования Пролог[239].
- Ростовцев, Виталий Юльевич (51) — российский цирковой артист, музыкант, сын Натальи Ростовцевой[240].
- Третьяков, Николай Николаевич (86) — советский и российский агроном, специалист в области физиологии растений, растениеводства и кормопроизводства, член-корреспондент РАН (2014; член-корреспондент РАСХН с 1993), заслуженный деятель науки Российской Федерации (1995)[241].
- Хаит, Леонид Абрамович (88) — советский и израильский режиссёр, создатель и руководитель театра «Люди и куклы»[242].
- Шерстнёв, Юрий Борисович (76) — советский и российский актёр театра и кино, заслуженный артист РСФСР (1985)[243].

## 11 мая
- Бодунов, Александр Иванович (65) — советский хоккеист, двукратный чемпион мира по хоккею в составе сборной СССР (1973, 1974)[244].
- Брон, Уильям (84) — американский оркестровщик, лауреат премий «Тони» (1998) и «Драма Деск»[245].
- Голоухов, Валерий Георгиевич (73) — советский и российский тренер по хоккею с шайбой, заслуженный тренер РСФСР, первый тренер Павла Дацюка[246].
- Греф, Роланд (82) — немецкий режиссёр и сценарист[247].
- Дарида, Клелио (90) — итальянский государственный деятель, министр юстиции Италии (1981—1983), мэр Рима (1969—1976)[248].
- Дьяконов, Виктор Павлович (80) — советский и украинский организатор здравоохранения, специалист по медицине катастроф, заслуженный врач Украины, лауреат Государственной премии Украины в области науки и техники (2000)[249].
- Кайзер, Йоахим[нем.] (88) — немецкий музыкальный, театральный и литературный критик, профессор, многолетний автор «Зюддойче Цайтунг»[250].
- Каледа, Альгис (64) — советский и литовский литературовед, переводчик и литературный критик, профессор[251].
- Маниович, Яков Иосифович (92) — советский и израильский адвокат и общественный деятель, участник Великой Отечественной войны[252].
- О’Делл, Корки Кейси (80) — американская рок-гитаристка, жена композитора-песенника Кенни О’Делла[253].
- Пихлер, Людвиг (101) — австрийский католический богослов, композитор и дирижёр, специалист по восточной литургической музыке[254].
- Шергова, Галина Михайловна (93) — советский и российский сценарист, писатель, военный корреспондент, лауреат Государственной премии СССР (1978)[255].
- Щеваев, Николай Владимирович (78) — советский партийный и государственный деятель, первый секретарь Костромского горкома КПСС (1985—1991)[256].
- Эркал, Ибрагим (50) — турецкий автор-исполнитель[257].

## 10 мая
- Александер, Карл Фридрих (92) — немецкий физик-ядерщик. Педагог, профессор Лейпцигского университета. Доктор наук (с 1954). Действительный член Академии наук ГДР (с 1973)[258].
- Базаньи, Сильвано (78) — итальянский спортсмен-стрелок, бронзовый призёр летних Олимпийских игр в Мюнхене (1972)[259].
- Байерс, Джонни (82) — американский автор песен[260].
- Бернейм, Эмманюэль (61) — французская писательница[261].
- Боркеев, Боконбай (68) — советский и киргизский писатель и журналист, заслуженный деятель культуры Кыргызской Республики[262].
- Бэйлдон, Джеффри (93) — британский актёр[263].
- Воробьёв, Виталий Яковлевич (72) — советский и российский дипломат, Чрезвычайный и Полномочный Посол Российской Федерации в Малайзии и в Государстве Бруней-Даруссалам (по совместительству) (1993—1998), на Филиппинах и в Республике Палау (по совместительству) (2007—2010)[264].
- Джанибеков, Назил (75) — советский и азербайджанский учёный-химик, член-корреспондент НАНА[265].
- Дондурей, Даниил Борисович (69) — советский и российский культуролог и кинокритик[266].
- Лазич, Радослав (77) — сербский театровед и историк театра[267].
- Неттер, Дуглас (95) — американский продюсер[268].
- Потежица, Оливер (64) — югославский и сербский дипломат, Чрезвычайный и Полномочный Посол Сербской Республики в Ливии и Республике Чад (по совместительству); последствия ДТП[269].
- Сайфуллин, Ганс Хамитович (76) — советский и российский композитор, народный артист Республики Татарстан (2004)[270].
- Сафронов, Александр Федотович (76) — советский и российский геолог, директор Института проблем нефти и газа СО РАН (с 1999 года), председатель Президиума Якутского научного центра Сибирского отделения РАН (2004—2012), член-корреспондент РАН (2006)[271].
- Такеути, Гайси (91) — японский математик, автор гипотезы Такеути[272].
- Тока, Валентин Георгиевич (87) — советский писатель, участник Великой Отечественной войны, сын Солчак Тока[273].
- Филофей (Карамицос) (92) — епископ Константинопольской православной церкви; митрополит (епископ) Мелойский (1971—1997 и с 2015 года)[274].
- Хибберт, Томас (91) — канадский хоккеист, серебряный призёр зимних Олимпийских игр в Санкт-Морице (1948)[275].
- Шавьер, Нельсон (75) — бразильский актёр («Жестокий ангел», «Нежный яд», «Хозяйка судьбы») и режиссёр, лауреат Берлинского кинофестиваля (1978)[276].
- Могилевец Валентина Викторовна (66) — российская писательница, доктор исторических наук.

## 9 мая
- Бойкин, Кристофер (45) — американский музыкант; сердечный приступ[277].
- Калиненко, Анатолий Петрович (91) — участник Великой Отечественной войны, контр-адмирал в отставке[278].
- Кирков, Димитр (71) — болгарский писатель и переводчик русской литературы[279].
- Налбандян, Альберт (95) — американский актёр[280].
- Паркс, Майкл (77) — американский актёр и певец[281].
- Роберт Майлз (47) — итальянский диджей и композитор, родоначальник жанра «дрим-хаус»; рак[282].
- Росс, Вилбурн (94) — американский солдат, ветеран Второй мировой войны, обладатель медали Почёта[283].
- Старцев, Пётр Тимофеевич (92) — участник Великой Отечественной войны, награждённый четырьмя медалями «За отвагу»[284].
- Цянь Цичэнь (89) — китайский государственный деятель, заместитель премьера Госсовета КНР (1993—2003), министр иностранных дел КНР (1988—1998)[285].

## 8 мая
- Аврамчик, Николай Яковлевич (97) — советский и белорусский поэт, прозаик, переводчик, лауреат Литературной премии Белорусской ССР имени Янки Купалы (1964), участник Великой Отечественной войны[286].
- Девитт-Моретт, Сесиль (94) — французский математик и физик, лауреат премии Марселя Гроссмана (2000), жена Брайса Денвитта[287].
- Зигер, Фрэнк (41) — американский актёр[288].
- Ирвин, Джордж (69) — американский баскетболист («Денвер Наггетс») и тренер («Индиана Пэйсерс», «Детройт Пистонс»); рак[289].
- Лоуэнс, Курт (91) — американский актёр[290].
- Мелцер, Аллан (89) — американский экономист[291].
- Молсон, Дэвид (88) — канадский бизнесмен, президент клуба «Монреаль Канадиенс» (1964—1972)[292].
- Пелл, Дейв (92) — американский джазовый саксофонист[293].
- Полячек, Яцек (73) — польский актёр театра и кино[294].
- Рузимов, Улугбек Икрамович (48) — узбекистанский футболист, защитник, чемпион летних Азиатских игр (1994)[295].
- Тедеско, Хуан (73) — аргентинский государственный деятель, министр образования (2007—2009)[296].
- Трейстер, Михаил Абрамович (90) — председатель Белорусского общественного объединения евреев — бывших узников гетто и нацистских концлагерей (БООУГК) (1991—2013), вице-президент Международного союза евреев — бывших узников фашизма[297].
- Цони, Мари (30) — греческая актриса («Клык»)[298].
- Яблонская, Стефания (96) — польский врач-дерматолог, исследователь в области раковых заболеваний кожи, лауреат премии Роберта Коха (1985)[299].

## 7 мая
- Анточика, Иван Сергеевич (27) — российский конник, призёр этапов Кубка мира, трёхкратный призёр чемпионатов России; рак[300].
- Банно, Ёсимицу (86) — японский режиссёр и сценарист[301].
- Богин, Владимир Георгиевич (70) — советский и российский актёр театра и кино, лауреат Государственной премии СССР (1986), народный артист Российской Федерации (2001)[302].
- Вам, Свенд (71) — норвежский режиссёр[303].
- Гаитов, Раис Хамидуллович (61) — советский и российский башкирский художник; последствия ДТП[304].
- Гутьеррес, Эдуард Андрес (21) — колумбийский футболист («Атлетико Уила»); ДТП[305].
- Камалиденов, Закаш Камалиденович (80) — советский и казахстанский партийный и государственный деятель, председатель Президиума Верховного Совета Казахской ССР (1988), председатель КГБ Казахской ССР (1982—1985), генерал-майор[306].
- Лажис Лима, Элон (87) — бразильский математик, двукратный лауреат премии Жабути[307].
- Носов, Герасий Фёдорович (88) — советский и российский организатор оборонной промышленности, главный конструктор нижегородского Опытного конструкторского бюро завода № 92 (1989—1998), Герой Социалистического Труда (1984)[308].
- Оловянов, Юрий Владимирович (81) — советский и российский писатель, заслуженный работник культуры Российской Федерации (1994)[309].
- Пехлеви, Голямреза (93) — иранский принц, генерал армии Ирана[310].
- Томас, Хью (85) — британский историк и писатель, лауреат премии Сомерсета Моэма (1962)[311].
- У Вэньцзюнь (97) — китайский математик, академик АН Китая (1957), лауреат Государственной премии Китая по науке и технологиям (2000) и премии Шао по математике (2006)[312].

## 6 мая
- Алиева, Рафига Алирза кызы (84) — советский и азербайджанский химик, действительный член НАН Азербайджана (2014)[313].
- Бурцева, Клавдия Васильевна (98) — советский организатор здравоохранения, заслуженный врач РСФСР (1964)[314].
- Велан, Ив (91) — швейцарский писатель, лауреат премии Фенеона (1960)[315].
- Джелле, Вал (89) — австралийская актриса; воспаление лёгких[316].
- Кириченко, Юрий Алексеевич (81) — советский и российский дипломат, Чрезвычайный и Полномочный Посол СССР в Исландии (1973—1975), в Норвегии (1975—1982), на Маврикии (1986—1990), сын Алексея Кириченко[317].
- Саринг Сирад (79) — малайзийский поэт и журналист[318].
- Тарасюк, Василий Михайлович (68) — российский бизнесмен и политический деятель, депутат Государственной Думы (с 2003 года); несчастный случай[319].
- Те Вьята, Берил (92) — новозеландская актриса (о смерти объявлено в этот день)[320].
- Хан, Раис (77) — пакистанский музыкант[321].
- Холкомб, Стивен (37) — американский бобслеист, чемпион зимних Олимпийских игр в Ванкувере (2010) и многократный чемпион мира; отёк лёгких[322].
- Шерхан, Мин Бахадур (85) — непальский альпинист, возрастной рекордсмен восхождения на Эверест (2008—2013); сердечная недостаточность[323].
- Шульц, Джон (84) — американский писатель[324].

## 5 мая
- Аррак, Андрес (58) — советский и эстонский экономист и публицист (о смерти объявлено в этот день)[325].
- Брукс, Клайв (67) — американский музыкант (Egg)[326].
- Бухе (91) — китайский государственный деятель, председатель Внутренней Монголии (1982—1993)[327].
- Валль, Эли ульд Мохамед (64) — мавританский военный и государственный деятель, председатель Военного совета правосудия и демократии (2005—2007)[328].
- Веаринг, Майкл (78) — американский продюсер[329].
- Гинето, Алмир (70) — бразильский певец и музыкант[330].
- Зак, Майкл (67) — американский художник и скульптор[331].
- Кифер, Адольф (98) — американский пловец, чемпион летних Олимпийских игр в Берлине (1936)[332].
- Лютых, Юрий Александрович (79) — советский и российский партийный и государственный деятель, экономист, землеустроитель, основатель землеустроительного факультета Красноярского государственного аграрного университета, профессор[333].
- Миттон, Бернард (62) — южноафриканский теннисист[334].
- Налбандян, Вагинак Оганесович (79) — советский и российский танцор, хореограф, народный артист Российской Федерации (2009)[335].
- О’Хара, Куинн (76) — американская актриса[336].
- Саттарова, Жанна (50) — казахстанская джазовая певица[337].
- Уилсон, Роберт (75) — американский телеведущий и продюсер[338].
- Щелкунов, Виктор Владимирович (58) — советский и российский футболист и игрок в мини-футбол[339].
- Элон, Беньямин (62) — израильский государственный деятель, раввин, министр туризма Израиля (2001—2002, 2003—2004), лидер партии «Моледет» (с 2001 года)[340].
- Эрель, Корин (50) — французский политический деятель, депутат-социалист Национального собрания Франции (с 2007 года)[341].
- Яновяк, Владислав (47) — словацкий велосипедист-паралимпиец, бронзовый призёр летних Паралимпийских игр в Лондоне (2012)[342].

## 4 мая
- Баумол, Уильям (95) — американский экономист[343].
- Грейсон, Джексон (93) — американский бизнесмен и писатель[344].
- Даниленко, Виктор Дмитриевич (80) — советский государственный деятель, министр сельского строительства СССР (1982—1985)[345].
- Дарби, Ричард (68) — американский книгоиздатель, владелец издательства Ghost Story Press[346].
- Лану, Виктор (80) — французский актёр[347].
- Маккенна, Стивен (78) — британский художник[348].
- Маликов, Александр Николаевич (68) — российский государственный деятель, мэр Саратова (1994—1996), ректор Саратовского торгово-экономического института (2005—2014)[349].
- Мертинас, Далюс (55) — литовский актёр театра и кино, сын оперного певца Альгирдаса Мертинаса[350].
- Мякинен, Тимо (79) — финский автогонщик[351].
- Ожьен, Рувен (67) — французский философ[352].
- Скотт, Рози (69) — писательница и лектор, с двойным гражданством Австралии и Новой Зеландии.
- Те Вьята, Берил (92) — новозеландский актёр[353].
- Франкау, Розмари (84) — британская актриса (о смерти объявлено в этот день)[354].
- Шафикова, Каусария Фидаиловна (68) — советская и российская башкирская писательница и поэт-песенник[355].
- Шерин, Эдвин (87) — американский режиссёр[356].

## 3 мая
- Амман, Лукас (104) — швейцарский киноактёр[357].
- Ахмадеев, Ирик Нуритдинович (74) — советский и российский театральный деятель, директор Башкирского государственного театра оперы и балета (1985—1987) и Башкирского государственного театра кукол (1998—2002)[358].
- Богданов, Иван (88) — болгарский режиссёр и художник-мультипликатор[359].
- Громыко, Василий Викторович (85) — советский борец классического стиля и тренер, ректор Омского института физкультуры (1971—1981), ректор (1991—1997) и президент (с 2007 года) Московской государственной академии физической культуры, заслуженный тренер СССР (1965)[360].
- Колесников, Павел Николаевич (71) — советский, украинский и российский скрипач, концертмейстер Академического симфонического оркестра Крымской государственной филармонии, заслуженный артист Украины[361].
- Коллинз, Джорджи (91) — канадская актриса и театральный режиссёр[362].
- Лави, Далия (74) — израильская актриса, певица и модель[363].
- Мишааль бин Абдулазиз Аль Сауд (90 или 91) — саудовский принц, министр обороны Саудовской Аравии (1951—1953), губернатор Мекки (1963—1971)[364].
- Никольский, Николай Георгиевич (88) — советский государственный деятель, первый заместитель министра целлюлозно-бумажной промышленности СССР (1982—?)[365].
- Сакса (87) — британский саксофонист (The Beat)[366].
- Сирадж, Аббас Абдуллахи Шейх (31) — сомалийский политический и государственный деятель, министр общественных работ и реконструкции (с 2017 года); убит[367].
- Терновой, Пётр Иванович (57) — советский и украинский тренер по парусному спорту, мастер спорта Украины международного класса[368].
- Фетисов, Сергей Васильевич (64) — советский и российский актёр театра и кино, артист театра «Русский стиль» (с 1994 года), заслуженный артист Российской Федерации (2008)[369].
- Цукиока, Юмэдзи (94) — японская актриса[370].
- Часар, Аттила (58) — венгерский гребец на байдарках и каноэ, бронзовый призёр чемпионата мира по гребле на байдарках и каноэ в Тампере (1983)[371].
- Яковлев, Герман Михайлович (83) — советский и российский терапевт, член-корреспондент РАН (2014; член-корреспондент РАМН с 1991), генерал-лейтенант медицинской службы в отставке[372].

## 2 мая
- Алексеев, Николай Николаевич (?)[значимость?] — советский и российский геолог, кандидат геолого-минералогических наук, старший научный сотрудник Института проблем нефти и газа СО РАН[373].
- Буров, Анатолий Сергеевич (82) — советский и российский скульптор, заслуженный художник Российской Федерации (1999)[374].
- Васкес, Ромео (78) — филиппинский актёр[375].
- Гарсия, Кевин (41) — американский бас-гитарист (Grandaddy)[376].
- Гурр, Майкл (55) — австралийский писатель[377].
- Джадд, Хьюго (77) — новозеландский дипломат, поверенный в делах Новой Зеландии в Советском Союзе (1973—1974)[378].
- Ерёменко, Виктор Валентинович (84) — советский и украинский физик, доктор физико-математических наук, академик НАН Украины (1994; академик АН УССР с 1978)[379].
- Жислин, Григорий Ефимович (71) — российский и британский скрипач и педагог, заслуженный артист РСФСР (1984)[380].
- Кастильо, Абелардо (82) — аргентинский писатель[381].
- Кесслер, Хайнц (97) — восточногерманский государственный деятель и военачальник, министр национальной обороны ГДР (1985—1989), генерал армии[382].
- Кимбал, Тоби (74) — американский баскетболист[383].
- Ковальчик, Юзеф (70) — польский футболист[384].
- Комлош, Петер (81) — венгерский скрипач, основатель и художественный руководитель Будапештского струнного квартета имени Белы Бартока[385].
- Портелла, Эдуардо (84) — бразильский писатель и государственный деятель, министр образования (1979—1980)[386].
- Проктер, Норма (89) — британская оперная певица[387].
- Румшас, Линас (21) — литовский и итальянский велогонщик, сын велогонщика Раймондаса Румшаса[388].
- Саймиддинов, Додихудо (67) — советский и таджикский филолог и государственный деятель, председатель Комитета по языку и терминологии при правительстве Таджикистана (2010—2013), член-корреспондент Академии наук Таджикистана (2001)[389].
- А. Р. Пенк (77) — немецкий художник, график и скульптор[390].
- Сидоренко, Виктор Александрович (81) — советский и российский писатель, главный редактор журнала «Сура» (1992—2003), заслуженный работник культуры Российской Федерации (1996)[391].
- Тимершин, Радиф Махмутович (70) — российский башкирский писатель-сатирик, заслуженный работник культуры Республики Башкортостан[392].
- Уотсон, Морэй (88) — британский актёр[393].
- Хэмптон, Брюс (70) — американский гитарист, основатель Hampton Grease Band[англ.][394].
- Энтелис, Николай Яковлевич (89) — советский и российский писатель-фельетонист, член Союза писателей Москвы, отец актрисы Ксении Энтелис[395].

## 1 мая
- Алексин, Анатолий Георгиевич (92) — русский детский писатель и драматург, член-корреспондент РАО (1992; член-корреспондент АПН СССР с 1982), лауреат Государственной премии РСФСР имени Н. К. Крупской (1974) и Государственной премии СССР (1978)[396].
- Арабаджиян, Артеник (87) — болгарский баскетболист, тренер и баскетбольный судья[397].
- Бёттгер, Кэти (84) — датская эстрадная певица[398].
- Вестон, Стэнли (84) — американский изобретатель Экшен-фигуролк[399].
- Гаспар-Юит, Пьер (99) — французский кинорежиссёр и киносценарист[400].
- Грач, Игорь (52 или 53) — советский и российский поэт; убит в Донбассе[401].
- Десятников, Филипп Николаевич (88) — советский и украинский военный деятель, начальник Главного управления пожарной охраны МВД Украины (1977—1993), генерал-майор внутренней службы в отставке[402].
- Джендлин, Юджин (90) — американский философ и психотерапевт, автор психотерапевтического метода фокусирования[403].
- Жакупов, Газиз (?) — казахстанский тренер по боксу, заслуженный тренер Республики Казахстан; ДТП[404].
- Качаев, Николай Петрович (80) — советский и российский работник уголовно-исправительной системы, руководитель Кузбасского управления лесного исправительно-трудового учреждения (1984—1995), заслуженный работник МВД, генерал-майор внутренней службы в отставке[405].
- Крыловец, Анатолий Александрович (56) — советский и украинский поэт[406].
- Куренниеми, Эркки (75) — финский философ и музыкант[407].
- Лобанов, Юрий Терентьевич (64) — советский гребец на каноэ-двойке, чемпион летних Олимпийских игр в Мюнхене (1972), восьмикратный чемпион мира, брат гребца-каноиста Михаила Лобанова[408] Архивная копия от 8 июня 2017 на Wayback Machine.
- Лоури, Майк (78) — американский государственный деятель, губернатор штата Вашингтон (1993—1997)[409].
- Секлер, Эдуард (96) — австрийский архитектор и искусствовед[410].
- Схуман, Карел (77) — южноафриканский писатель; самоубийство[411].
- Талби, Мухамед (95) — тунисский историк[412].
- Хорошкевич, Анна Леонидовна (86) — советский и российский историк, специалист по средневековой Руси, доктор исторических наук, дочь Леонида Хорошкевича[413].